# تنشئة طفل (فلم 1938)
تنشئة طفل (بالإنجليزية: Bringing Up Baby) فيلم كوميدي رومانسي أمريكي لعام 1938 من إخراج هوارد هوكس وبطولة كاثرين هيبورن وكاري جرانت. يحكي الفيلم قصة عالم حفريات في عدد من المواقف مع نمر يدعى «بيبي». الفيلم مأخوذ من قصة قصيرة بقلم وايلد ظهرت في الأصل في مجلة كوليير ويكلي في 10 أبريل 1937، وعدل السيناريو دودلي نيكولز وهاغار وايلد.
كتب السيناريو خصيصًا لكاثرين هيبورن، وتم تكييفه وفقًا لشخصيتها. بدأ التصوير في سبتمبر 1937 وتأخر الإنتاج كثيرًا بسبب نوبات الضحك التي لا يمكن السيطرة عليها بين هيبورن وغرانت. قام الممثل المخضرم والتر كاتليت وعضو فريق التمثيل، بتدريب هيبورن على الأداء الكوميدي، كما استخدم المخرج مدرب لترويض النمر، الذي كان يجلس أثناء التصوير ويحمل بيده سوطاً.

## طاقم التمثيل
كاثرين هيبورن: في دور سوزان فانس
كاري جرانت: في دور الدكتور ديفيد هكسلي
ماي روبسون: في دور إليزابيث كارلتون راندوم
تشارلز راجلز: في دور الرائد هوراس آبلجيت
والتر كاتليت: في دور كونستابل سلوكم
باري فيتزجيرالد: في دور ألويسيوس جوجارتي
فريتز فيلد: في دور دكتور فريتز ليمان
فيرجينيا ووكر: في دور أليس سوالو
جورج ايرفينغ: في دور الكسندر بيبودي
ليونا روبرتس: في دور هانا جوجارتي
تالا بيريل: في دور السيدة ليمان
جون كيلي: في دور إلمر

## أحداث الفيلم
يقوم الدكتور ديفيد هكسلي (كاري غرانت) عالم الحفريات، بتجميع الهيكل العظمي لنوع من الديناصورات، أثناء الإعداد لزواجه من أليس سوالو (فيرجينيا ووكر). يحاول دافيد إقناع الثرية إليزابيث راندوم (ماي روبسون) بالتبرع بمليون دولار لمتحفه. يلتقي ديفيد بسوزان فانس (كاثرين هيبورن) في اليوم السابق لحفل زفافه، في ملعب الجولف، وهي سيدة شابة متحررة ومشتتة الذهن إلى حد ما، غير مقيد بالمنطق، وهذه الصفات سرعان ما تورط ديفيد في العديد من الحوادث المحبطة. يرسل مارك شقيق سوزان لها نمرًا مروضًا اسمه بيبي من البرازيل. تعرف سوزان أن ديفيد عالم حيوان، وتتلاعب به لمرافقتها إلى مزرعتها في ولاية كونيتيكت لمعاينة النمر بيبي. تقع سوزان في حب ديفيد، وتحاول بقائه في منزلها لأطول فترة ممكنة، حتى انها تخفي ملابسه، لمنع زواجه الوشيك.
يفر النمر «بيبي» من مزرعة سوزان، التي تبلغ حديقة الحيوان، وتحاول هي وديفيد العثور على النمر، الذي يصل إلى موقع سيرك قريب من المزرعة ليحدث خلط بينه وبين نمر آخر بالسيرك، ويحتجزه مدرب النمور في قفص.
يظن ديفيد وسوزان أن النمر بيبي هو نمر السيرك المتوحش، وعند قيامهم بمحاولة تهريبه يتم القبض عليهم، وبعد عدة مواقف عشوائية، يطلق سراح ديفيد الذي تهجره خطيبته أليس.
تلتقي سوزان بديفيد، بعد فترة ليست طويلة، في المتحف وهو يحاول تجميع عظام الديناصور. تصعد سوزان، خلافًا لتحذيرات ديفيد، على سلم مرتفع بجوار الديناصور لتكون قريبة منه، وتخبر ديفيد أن عمتها أعطتها المليون دولار، وأنها تريد التبرع بهذا المبلغ للمتحف، ولكن ديفيد يهتم أكثر بإخبارها أن اليوم الذي أمضاه معها كان أفضل يوم في حياته. يعترفون بحبهم لبعضهم البعض. تتأرجح سوزان على السلم من جانب إلى آخر دون وعي، وبينما تتأرجح أكثر فأكثر، تصعد سوزان على الهيكل العظمي لإنقاذ نفسها، مما يؤدي إلى انهياره، ويمسك ديفيد بيدها وهي تسقط ويرفعها وهو يشتكي من ضياع سنوات عمله في تجميع الهيكل العظمي.

## استقبال الفيلم
عرض الفيلم لأول مرة في 16 فبراير 1938 في دار عرض غولدن غيت في سان فرانسيسكو (حيث كان ناجحًا)، وكان ناجحًا أيضًا في لوس أنجلوس، وبورتلاند ودنفر وسينسيناتي وواشنطن العاصمة، لكنه كان خيبة أمل مالية في الغرب الأوسط، وكذلك في معظم المدن الأخرى في البلاد، بما في ذلك مدينة نيويورك.
شباك التذاكر
حقق الفيلم 715 ألف دولار في الولايات المتحدة و 394 ألف دولار في الأسواق الخارجية بإجمالي 1.109 ألف دولار؛ وأعيد إصداره في عامي 1940 و 1941 ليحقق 95 ألف دولار إضافية في الولايات المتحدة و 55 ألف دولار في الأسواق الخارجية. بعد الجولة الثانية، حقق الفيلم ربحًا قدره 163 ألف دولار.
تعجب العديد من النقاد من مهارة كاثرين هيبورن الجديدة في الكوميديا، ووصفتها مجلة لايف بأنها «مفاجأة السينما».
الفيلم والنقاد
كتب أوتيس فيرجسون من المجلة الأمريكية «الجمهورية الجديدة The New Republic» أن الفيلم مضحك للغاية، مشيدًا بإخراج هوكس.
أشادت مجلة «فارايتي» بالفيلم، وخصت بالإشادة، إيقاع واخراج هوكس، ووصفت المجلة أداء هيبورن بأنه «أحد أكثر أفلام هيبورن تنشيطًا»، وقالت إن جرانت «يؤدي دوره إلى أقصى درجة»؛ وكان انتقادهم الوحيد هو طول مشهد السجن. وصفت نشرة «فيلم ديلي Film Daily» الفيلم بأنه «عمل مثير حرفيًا من البداية إلى النهاية، مع الضحك الشديد والحركة السريعة».
وصفت الصحيفة الأمريكية الأسبوعية «هاريسون ريبورتس» الفيلم بأنه «مهزلة ممتازة» مع «العديد من المواقف التي تثير الضحك الشديد».
كتب جون موشر من صحيفة نيويوركر أن كلا النجمين «ينجح في أن يكون مضحك» وأن هيبورن «تبدو لطيفة للغاية».
كتب فرانك س. نوجنت من صحيفة نيويورك تايمز بانه لم يعجب بالفيلم، معتبراً أنه مشتق وممتلئ بالكليشيهات، وإعادة لصياغة عشرات من الكوميديات الأخرى في تلك الفترة، كما وصف أداء هيبورن بأنه «مرهق للغاية، بلا معنى، ومرهق بشكل رهيب»، وأضاف: «إذا لم تذهب إلى السينما من قبل، فإن الفيلم سيكون جديد بالنسبة لك، ولكن من هذا الذي لم يذهب إلى السينما في حياته؟».
منح موقع الطماطم الفاسدة الفيلم تقييم مقداره 93% بناء على آراء 46 ناقد فني، وكتب الإجماع النقدي للموقع: «مع كاثرين هيبورن وكاري جرانت في أفضل حالاتهما الفوارة، فإن الفيلم هو كوميديا مجمعة بسلاسة مع جاذبية دائمة».
منح موقع ميتاكريتيك الفيلم تقييم مقداره 91% بناء على آراء 17 ناقد سينمائي.

## تراث الفيلم
وصف الفيلسوف ستانلي كافيل مفهوم الفيلم بأنه «إنجاز نهائي في تاريخ فن الفيلم»، وأشار إلى أن الفيلم صنع في إطار تقليد كوميدي رومانسي مستوحى من روما القديمة وشكسبير. كتب شكسبير بعض الأعمال الكوميدية مثل، «الكثير من اللغط حول لا شيء Much Ado About Nothing» و«كما تحبها As You Like It»، وقد تم الاستشهاد بهذه الأعمال بشكل خاص على أنها كانت ذات تأثير على الفيلم بشكل خاص، والكوميديا بشكل عام.
ازدادت شعبية «تنشئة طفل» منذ عرضه على التلفزيون خلال الخمسينيات، وبحلول الستينات أكد محللو الأفلام (بما في ذلك دفاتر السينما في فرنسا) على جودة الفيلم.
كتب أيه. اوه سكوت في دحض المراجعة اللاذعة التي قدمها زميله ناقد نيويورك تايمز «نوجنت» للفيلم في وقت إصداره: «ستجد نفسك مندهشًا من نضارته وحيويته وخصائصه اللامعة التي لم تتضاءل بعد خمسة وستين عامًا، ومن المرجح أن تصمد أمام المشاهدات المتكررة للفيلم».
صرح ليونارد مالتين أنه الآن«يعتبر الكوميديا اللاذعة النهائية، وواحد من أسرع الأفلام، وأكثر العروض تسلية على الإطلاق».
اقتبس كثير من المخرجين مواقف من الفيلم بعد إعادة تكييفها. أعاد هوكس تدوير مشهد الملهى الليلي الذي تمزق فيه فستان هيبورن في الكوميديا "رياضة الرجل المفضلة" عام 1964. أعاد المخرج بيتر بوجدانوفيتش في فيلمه "ما الأمر يا دكتور What's Up, Doc" عام 1972، بطولة باربرا سترايسند، مشهد تمزق المعطف، وكان المقصود منه تكريم فيلم «تنشئة طفل»، وصرح بذلك بوجدانوفيتش في حوار صحفي. أعتمد أيضاً فيلم مادونا "من هذه الفتاة Who's That Girl" عام 1987 على مشاهد من فيلم تنشئة طفل".
تم اختيار «تربية الطفل»، في عام 1990، لحفظه في السجل الوطني للأفلام بمكتبة الكونغرس باعتباره «مهمًا ثقافيًا أو تاريخيًا أو جماليًا». صنفت المجلة الشهرية الأمريكية انترتينمنت ويكلي، وبناءً على التصويت، الفيلم في المركز الرابع والعشرين في قائمة أعظم الأفلام، وصوت قراء مجلة توتال فيلم في عام 2000، على أنه من أعظم 47 فيلم كوميدي في كل العصور. صنفت مجلة الأفلام الأمريكية «بريميير» أداء كاري غرانت في المرتبة 68 على قائمته لأفضل 100 أداء على الإطلاق، وصنفت شخصية كاثرين هيبورن في الفيلم «سوزان فانس» في المركز الحادي والعشرين في قائمتها لأعظم 100 شخصية سينمائية على الإطلاق. قامت الجمعية الوطنية لنقاد السينما أيضًا بتضمين «تنشئة طفل» في قائمة «100 فيلم أساسي»، معتبرة أنه يمكن القول أنه أفضل فيلم للمخرج.
صنف معهد الفيلم الأمريكي فيلم «تنشئة طفل» في المراكز التالية:
عام 1998 في المركز 97 على قائمة المعهد «مائة عام .. مائة فيلم».
عام 2000 في المركز 14 على قائمة المعهد «مائة عام .. مائة ضحكة».
عام 2002 في المركز 51 على قائمة المعهد «مائة عام .. مائة عاطفة».
عام 2005 ترشح على قائمة المعهد «مائة عام .. مائة جملة مأثورة» بالإشارة إلى مقولة بطل الفيلم د. ديفيد هكسلي: «ليس الأمر أنني لا أحبك يا سوزان، لأنه بعد كل شيء، في لحظات الهدوء، أنا منجذب إليك بشكل غريب؛ لكن، حسنًا، لم تكن هناك أي لحظات هادئة».
عام 2007 في المركز 88 على قائمة المعهد «مائة عام .. مائة فيلم» (نسخة الفيلم في الذكرى العاشرة).
عام 2008 ترشح ضمن قائمة الأفلام العشرة الأولى الكوميدية العاطفية للمعهد.

## وصلات خارجية
- تنشئة طفل (فيلم 1938)
- تنشئة طفل (فيلم 1938)
- تنشئة طفل (فيلم 1938)
- تنشئة طفل (فيلم 1938)
- تنشئة طفل (فيلم 1938)
- تنشئة طفل (فيلم 1938)
- تنشئة طفل (فيلم 1938)
- تنشئة طفل (فيلم 1938)
- تنشئة طفل (فيلم 1938)